# República Democrática de Timor-Leste (1975-1976)
```
   |-
       |
Erro:
:  
valor não especificado para "
nome_comum
"
```

A República Democrática de Timor-Leste (Em Tétum: Repúblika Demokrátika de Timór-Leste), foi um estado que foi proclamado unilateralmente no território do atual Timor-Leste em 28 de novembro de 1975 antes da invasão indonésia de Timor Leste nove dias depois, em 7 de dezembro de 1975.

## História

### Declaração de independência
Timor Leste foi colonizado por Portugal em meados do século XVI e administrado como Timor Português. Após a Revolução dos Cravos de 1974 em Portugal, iniciou-se um processo de descolonização que levaria à formação de uma Assembleia Constituinte eleita em 1976. Três novos partidos surgiram nessa época; a União Democrática Timorense que defendeu a associação continuada com Portugal, a Frente Revolucionária de Timor-Leste Independente, que apoiou a independência e a Apodeti que apoiou a integração na Indonésia. Nas eleições Locais realizadas a 13 de Março de 1975, a Fretilin e a UDT emergiram como os maiores partidos, tendo previamente formado uma aliança para fazer campanha pela independência. Em 11 de Agosto de 1975, a UDT tentou um golpe, Em uma tentativa de travar a crescente popularidade da Fretilin. O governador português Mário Lemos Pires fugiu para a ilha costeira de Atauro, a norte da capital, Díli, de onde mais tarde tentou negociar um acordo entre as duas partes. Em 28 de Novembro de 1975, a Fretilin fez uma declaração unilateral de independência da República Democrática de Timor-Leste com Francisco Xavier do Amaral como presidente e Nicolau dos Reis Lobato como primeiro-ministro. Este acto não foi reconhecido nem por Portugal nem pela Indonésia. Em 30 de Novembro de 1975, a Fretilin fez com que a "Constituição da República Democrática de Timor-Leste (RDTL)" fosse lida em uma cerimónia de tomada de posse de Amaral como novo presidente nomeado. O Artigo 40º da nova Constituição previa o estabelecimento de um Conselho de Ministros. Em 1 de Dezembro de 1975, a Fretilin criou esse órgão.

### Invasão Indonésia
Em resposta, em 30 de novembro de 1975, a Indonésia encorajou os líderes da UDT, Apodeti e outros partidos menores a assinar a Declaração de Balibo pedindo a integração de Timor-Leste na Indonésia. Em 7 de dezembro de 1975, as forças indonésias lançaram uma invasão maciça por ar e mar, conhecida como Operasi Seroja (Operação Lótus), citando o potencial de um governo comunista, a necessidade de desenvolver o território e os riscos de segurança nacional e regional como razões para suas ações. As forças indonésias ocuparam a capital, Dili, poucas horas após o lançamento da invasão durante a Batalha de Dili e ocuparam a segunda maior cidade, Baucau, em 10 de dezembro, com Liquiçá e Maubara sendo ocupadas no final de dezembro.Em 17 de Dezembro foi formado um Governo Provisório de Timor-Leste apoiado pela Indonésia (Pemerintah Sementara Timor Timur), liderado por Arnaldo dos Reis Araújo da Apodeti e Lopez da Cruz da UDT. Em 31 de Maio de 1976 foi estabelecida uma Assembleia Popular Regional que posteriormente adoptou uma resolução apelando à integração formal de Timor-Leste na Indonésia. Em 17 de julho de 1976, a Indonésia anexou formalmente Timor Leste como a província de Timor Timur com Arnaldo dos Reis Araújo como seu primeiro governador. As Nações Unidas não reconheceram nem a autodenominada "República Democrática" proclamada pela Fretilin nem a soberania indonésia sobre Timor-Leste e, em vez disso, continuaram a reconhecer Portugal como Potência Administrativa legal, conforme demonstrado pela Resolução 384 do Conselho de Segurança das Nações Unidas. 

### Eventos subsequentes
do direito internacional Timor Português nominalmente continuou a existir. Um acordo em 1999 entre os governos de Portugal e da Indonésia levou a um referendo em 30 de agosto de 1999, no qual a maioria do povo de Timor-Leste votou pela independência. Após um período de transição da administração das Nações Unidas, Timor-Leste tornou-se independente como a República Democrática de Timor-Leste em 20 de maio de 2002.

## Texto da Declaração de Independência

### Texto
Proclamação da República Democrática de Timor Leste
| “ | Encarnando a espiração suprema do povo de Timor Leste e para salvaguarda dos seus mais legítimos direitos e interesses como Nação Soberana, o Comité Central da FRENTE REVOLUCIONÁRIA DE TIMOR LESTE INDEPENDENTE – FRETILIN – decreta e eu proclamo, unilateralmente, a Independência de Timor Leste que passa a ser, a partir das 00H00 de hoje, a República Democrática de Timor-Leste, anti-colonialista e anti-imperialista. Viva a República Democrática de Timor Leste ! Viva o Povo de Timor Leste Livre e Independente ! Viva a FRETILIN ! | ” |

## Governo
Após a declaração de independência, foi formado um Conselho de Ministros, com Francisco Xavier do Amaral como Presidente e Nicolau dos Reis Lobato como Primeiro-Ministro. Quando a Indonésia invadiu o país em 7 de dezembro de 1975, Francisco Xavier do Amaral deixou o cargo, e Nicolau dos Reis Lobato Tomou a presidência do país.

### Presidentes
- Francisco Xavier do Amaral (28 de novembro - 7 de dezembro 1975)
- Nicolau dos Reis Lobato (7 de dezembro - 17 de julho 1976)

### Primeiro-Ministro
- Nicolau dos Reis Lobato (28 de novembro - 7 de dezembro 1975)[19]

## Relações Internacionais
O Estado não teve nenhuma relação internacional com algum estado durante o seu curto-periódo de tempo, apenas reconhecimento diplomático.

### Reconhecimento diplomático
Após a declaração de independência da República Democrática de Timor-Leste, o estado recebeu o reconhecimento diplomático de seis estados maioritariamente socialistas, a maioria deles eram ex-Colónias portuguesas.
Os estados que reconheceram a República Democrática de Timor-Leste foram os seguintes:
- Albânia
- Moçambique
- Guiné
- Guiné-Bissau
- Cabo Verde
- São Tomé e Príncipe

### Representação diplomática
A República Democrática de Timor-Leste manteve um escritório de ligação em Nova Iorque, localizado no Apartamento 608, 310, Rua 44 Leste.